# Новокаїри
Новокаї́ри (також Нові Каїри) — село в Україні, у Милівській сільській громаді Бериславського району Херсонської області. Населення становить 1146 осіб.

## Географія
Село розташоване на лівому березі річки Кам'янки.

## Населення

### Мова
Розподіл населення за рідною мовою за даними перепису 2001 року:
| Мова            | Кількість | Відсоток |
| --------------- | --------- | -------- |
| українська      | 1015      | 88.57%   |
| російська       | 97        | 8.46%    |
| вірменська      | 29        | 2.53%    |
| білоруська      | 1         | 0.09%    |
| інші/не вказали | 4         | 0.35%    |
| Усього          | 1146      | 100%     |

## Історія
Село постраждало від Голодомору, проведеного радянським урядом у 1932—1933 роках. Згідно з мартирологом Національної книги пам'яті України, складеного на основі даних Книги актів реєстрації цивільного стану, загинуло 17 осіб. Їхні імена ідентифіковано.
12 червня 2020 року, відповідно до Розпорядження Кабінету Міністрів України від № 726-р «Про визначення адміністративних центрів та затвердження територій територіальних громад Херсонської області», увійшло до складу  Милівської сільської громади.
19 липня 2020 року, в результаті адміністративно-територіальної реформи та ліквідації   Бериславського району (1923—2020), увійшло до складу новоутвореного Бериславського району.

### Російське вторгнення в Україну (з 2022)
В березні 2022 року село опинилося під російською окупацією.
В ніч з 10 на 11 листопада того ж року Новокаїри визволені Збройними силами України в ході контрнаступу в Херсонській області.